# Cehnice
Cehnice jsou obec v okrese Strakonice v Jihočeském kraji. Leží zhruba deset kilometrů jihovýchodně od Strakonic a 13,5 kilometru jihozápadně od Písku. Žije v ní 511 obyvatel. Je rozložena při okraji Putimské pánve, na Cehnickém potoce v povodí řeky Otavy. Vesnicí probíhá silnice I/22, spojující města Strakonice a Vodňany.

## Historie
První písemná zmínka o Cehnicích pochází z roku 1342, kdy ve vsi byla tvrz, kterou vlastnil spolu s vesnicí panský rod Cehniců z Říčan.
V roce 1540 povýšil král Ferdinand I. obec na městečko, které však v důsledku třicetileté války i velkého požáru postupně ztrácelo na významu. Majitelé se v průběhu staletí střídali, roku 1782 Cehnice přešly do majetku rodu Windischgrätzů, kde setrvaly prakticky až do založení Československa.
Cehnice již byly čtyřikrát oceněny v krajském kole soutěže Vesnice roku: v roce 2013 získaly zelenou stuhu za péči o zeleň a životní prostředí (zvítězily i v celostátním kole), v roce 2014 modrou stuhu za společenský život, v roce 2015 bílou stuhu za činnost mládeže a v roce 2016 se staly celkovým krajským vítězem. Obec se snaží o udržování a obnovu tradičních akcí, svátků a obyčejů, ale také vytváří tradice nové. Z tradičních akcí je to například pořádání masopustního průvodu obcí, dětského maškarního reje a vítání občánků. Významnou novou tradicí je výsadba „Stromu života“ při narození nového občánka nebo novoroční výšlap na vysílač. V obci působí řada venkovských spolků. Mimo těch obvyklých zde působí jezdecký klub Gazalka, cehničtí ochotníci - divadelní spolek, loutkové divadlo JEKA.

## Obyvatelstvo
| Rok            | 1869  | 1880  | 1890  | 1900 | 1910 | 1921 | 1930 | 1950 | 1961 | 1970 | 1980 | 1991 | 2001 | 2011 | 2021 |
| -------------- | ----- | ----- | ----- | ---- | ---- | ---- | ---- | ---- | ---- | ---- | ---- | ---- | ---- | ---- | ---- |
| Počet obyvatel | 1 012 | 1 030 | 1 004 | 953  | 892  | 931  | 840  | 651  | 649  | 592  | 561  | 520  | 438  | 473  | 516  |
| Počet domů     | 155   | 159   | 158   | 161  | 160  | 159  | 173  | 179  | 177  | 166  | 153  | 190  | 197  | 200  | 213  |

## Obecní správa

### Místní části
Obec Cehnice se skládá ze dvou částí na dvou stejnojmenných katastrálních územích.
- Cehnice
- Dunovice

### Obecní symboly
Znak a vlajka byly obci uděleny rozhodnutím předsedy Poslanecké sněmovny Parlamentu České republiky dne 5. října 2004.

## Pamětihodnosti

### Kulturní památky
Cehnice mají v Památkovém katalogu evidovány tyto kulturní památky:
- Cehnická tvrz (čp. 1) se připomíná kolem roku 1342 jako majetek Rudolfa z Cehnic. Jedná se o patrovou renesanční budovu s arkádovou chodbou a bočními štíty, na fasádě jsou zbytky psaníčkových sgrafit.[4]
- Výklenková kaple Jana Nepomuckého z období vrcholného baroka (datovaná rokem 1693) ve volné krajině s bohatě zdobeným průčelím.
- Silniční most č. 22-041 přes Cehnický potok je velmi hodnotný kamenný klenutý most. Tento most je autenticky dochovaným příkladem dopravní technické stavby, která dokládá architektonické kvality, stavební a konstrukční technologie a je důležitým pramenem pro dokumentaci vývoje tohoto druhu staveb v jihočeském regionu.
- Špýchar z první poloviny 19. století, situovaná v usedlosti čp. 104, se dochovala téměř v autentickém stavu včetně volutového štítu a historických konstrukcí.

### Ostatní pamětihodnosti
- Kaple Jana Křtitele z první poloviny 19. století u rybníčku na návsi.
- Boží muka z roku 1717 se nalézají na rozcestí Paračov–Třešovice.
- Pomník padlým v první světové válce je umístěný v parku na návsi.

### Památné stromy
- Cehnické lípy, dvojice památných stromů u polní cesty mezi Cehnicemi a Jinínem[10]

## Známí rodáci

### Dunovice
- prof. Tomáš Trnka (1888-1961), filozof, teoretik lidovýchovy, osvětový pracovník, po druhé světové válce zakladatel Katedry lidovýchovy na Pedagogické fakultě Univerzity Karlovy, přítel T. G. Masaryka

## Galerie

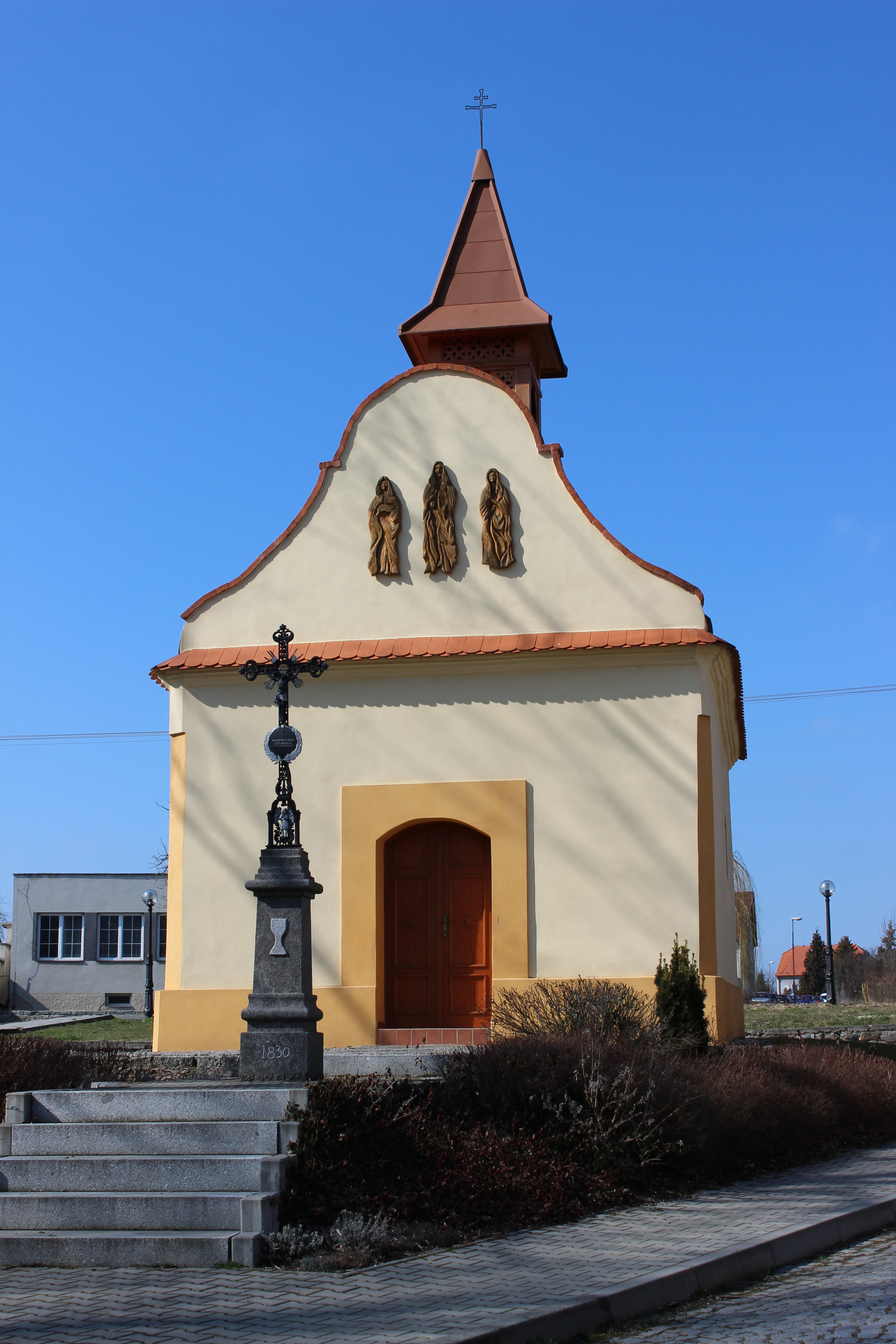
Kaple Jana Křtitele s  křížem
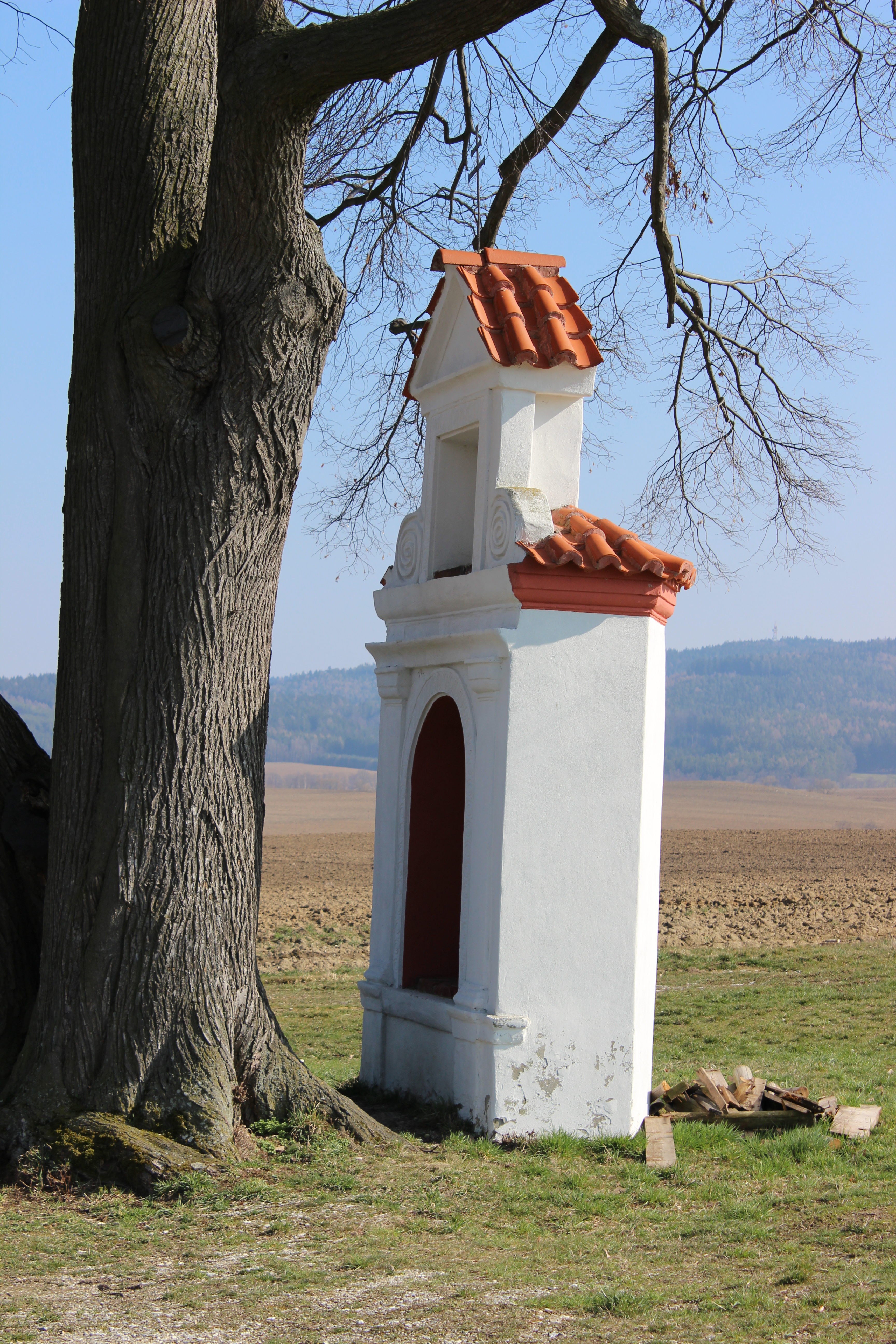
Kaple svatého Jana Nepomuckého
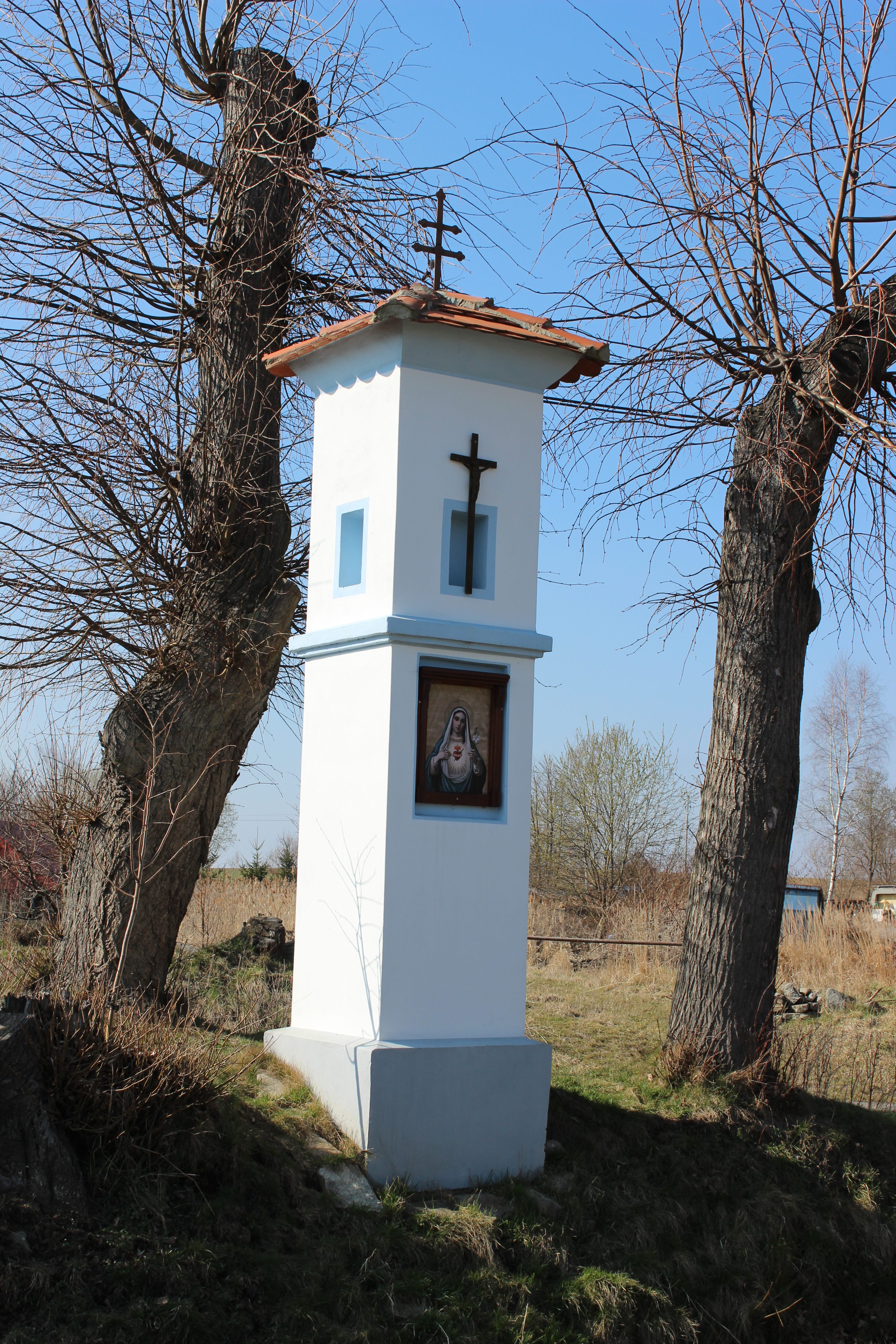
Boží muka na rozcestí
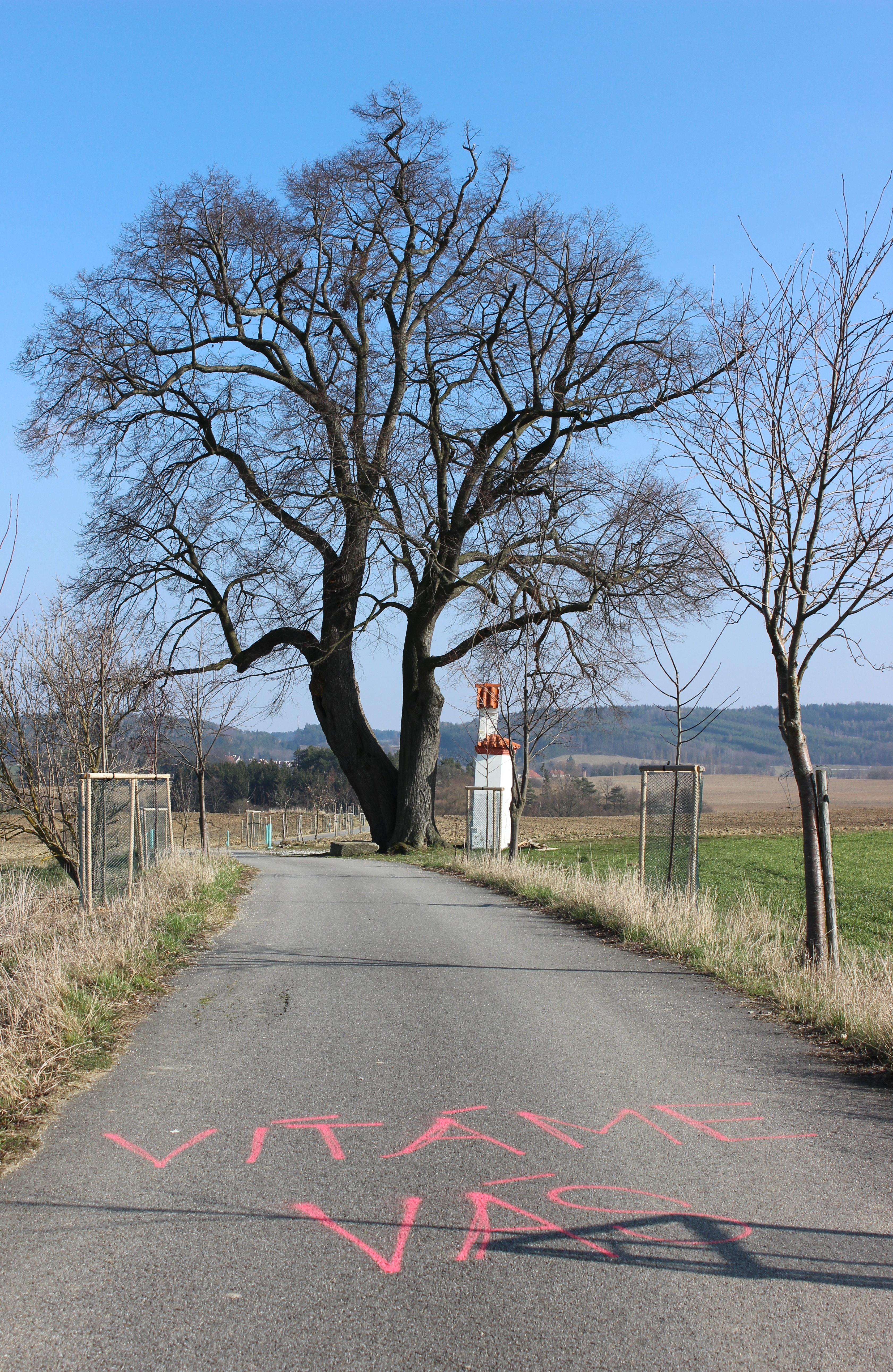
Památné lípy